# الظهرة (العدين)

تعديل مصدري - تعديل

الظهرة محلة تابعة لقرية النجيد، التابعة لعزلة قداس بمديرية العدين إحدى مديريات محافظة إب في الجمهورية اليمنية.، بلغ تعداد سكانها 59 حسب تعداد اليمن لعام 2004.